# 梅里拉瓦莱
梅里拉瓦莱（法語：Merry-la-Vallée，法語發音：[mɛʁi la vale] ⓘ）是法国勃艮第-弗朗什-孔泰大区约讷省的一个市镇，位于该省中部，属于欧塞尔区。

## 地理
梅里拉瓦莱（47°47'57"N, 3°19'58"E）面积18.31 平方千米，位于法国勃艮第-弗朗什-孔泰大區约讷省，该省份为法国中北部内陆省份，西接卢瓦雷省，西北接塞纳-马恩省，南至涅夫勒省，东临科多尔省，东北与奥布省接壤。
与梅里拉瓦莱接壤的市镇（或旧市镇、城区）包括：博瓦尔、埃格勒尼、帕尔利、勒瓦勒多克尔、图西、维利耶圣伯努瓦。

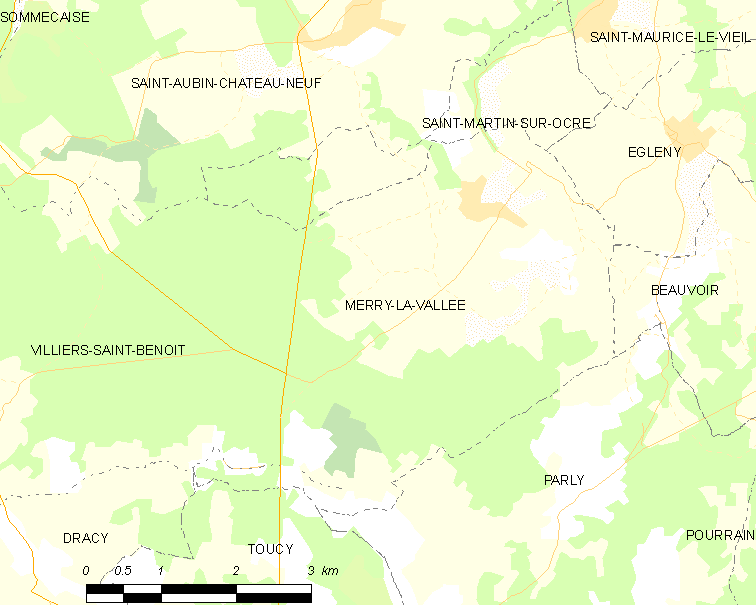
梅里拉瓦莱的OSM定位图

梅里拉瓦莱的时区为UTC+01:00、UTC+02:00（夏令时）。

## 行政
梅里拉瓦莱的邮政编码为89110，INSEE市镇编码为89251。

## 政治
梅里拉瓦莱所属的省级选区为沙尔尼-奥雷德皮赛县。

## 人口

1962-2008年间梅里拉瓦莱人口变化图示

梅里拉瓦莱于2022年1月1日时的人口数量为361人。